# Flugunfall der Air India in Bangalore 1951
Der Flugunfall der Air India in Bangalore 1951 ereignete sich am 15. September 1951. An diesem Tag stürzte eine Douglas DC-3/C-47A-30-DK der Air India, mit der ein Inlandslinienflug von Bangalore nach Trivandrum durchgeführt werden sollte, kurz nach dem Start  ab, wobei ein Besatzungsmitglied ums Leben kam.

## Maschine
Bei dem Flugzeug handelte es sich um eine im Jahr 1944 gebaute Douglas C-47A-30-DK Skytrain (DC-3) mit der Werknummer 25298. Die Maschine wurde im Werk der Douglas Aircraft Company in Oklahoma City gebaut und mit dem militärischen Luftfahrzeugkennzeichen 43-48037 an die United States Army Air Forces (USAAF) ausgeliefert. Die Maschine wurde später im Rahmen des Leih- und Pachtgesetzes an die Royal Air Force weitergegeben, wo sie als Dakota Mk. III mit dem militärischen Luftfahrzeugkennzeichen KG754  in Dienst gestellt wurde. Nach dem Zweiten Weltkrieg wurde die Maschine durch die RAF als Überbestand kategorisiert und ausgeflottet. Es folgte ein Verkauf der Maschine an die Air India, die diese mit dem Kennzeichen VT-CCA zuließ. Das zweimotorige Mittelstreckenflugzeug wurde von zwei Doppelsternmotoren des Typs Pratt & Whitney R-1830-51 Twin Wasp angetrieben.

## Passagiere und Besatzung
Den Inlandslinienflug von Bangalore nach Trivandrum hatten 23 Passagiere angetreten. An Bord der Maschine befand sich zudem eine vierköpfige Besatzung.

## Unfallhergang
Unmittelbar nach dem Start vom Hindustan Bangalore Airport verloren die Piloten die Kontrolle über die Maschine, woraufhin die Maschine zu Boden stürzte. Infolge des Unfalls wurde ein Besatzungsmitglied getötet, die anderen Insassen wurden verletzt. Die Maschine musste als Totalverlust abgeschrieben werden.

## Ursache
Im Rahmen der Unfalluntersuchung konnte ermittelt werden, dass die Maschine abgestürzt war, nachdem die Piloten irrtümlicherweise versucht hatten, mit aktiviertem Autopiloten zu starten.